# Humphrey mit dem Bart
Humphrey de Bohun, mit dem Bart (frz. Onfroi de Bohon, lat. Hunfredus de Bohun, cum barba, † nach 1092) war ein normannischer Adliger und Militär und ist der Spitzenahn der Familie Bohun, die später als Earls of Hereford und Earls of Essex bekannt wurden.
Sein Beiname „mit dem Bart“ war in der Normandie des 11. Jahrhunderts ein Unterscheidungsmerkmal, da es damals Mode war, Gesicht und Rückseite des Kopfes zu scheren.

## Herkunft
Planché berichtet, dass die Familie Bohun ihren Namen von der Region Bohon im heutigen Arrondissement Saint-Lô im Cotentin in der Normandie erhielt, wo noch immer „die Gemeinden Saint-André-de-Bohon und Saint-Georges-de-Bohon“ liegen. Allerdings findet sich in normannischen Quellen keine Spur der Familie, abgesehen von einer Schenkung, die Humphrey mit dem Bart der Abtei Saint-Amand in Rouen machte. Ihr seltenes Auftreten in den erhaltenen Aufzeichnungen lässt vermuten, dass Humphrey von niederem Adel war und wenig politischen Einfluss im Herzogtum hatte.
Humphrey mit dem Bart ist nicht als Begleiter Wilhelms des Eroberers erwähnt und auch nicht als Teilnehmer an der Schlacht von Hastings, also nicht bei Wilhelm von Poitiers oder Ordericus Vitalis und auch nicht auf dem Teppich von Bayeux. In Waces Roman de Rou, einer Geschichte der Herzöge der Normandie, die gegen 1160 von König Heinrich II. von England in Auftrag gegeben wurde, ist er identifizierbar. Der Wert des Roman de Rou als historische Quelle ist jedoch seit langem umstritten und wurde erst 1997 durch Elisabeth van Houts aufgearbeitet.
Ein viel jüngeres Manuskript, das die Nachkommenschaft der Gründer der Lanthony Abbey in Gloucestershire zum Inhalt hat, berichtet jedoch, dass „Dominus Hunfredus de Bohun, cum barba“, der Wilhelm den Eroberer nach England begleitete, „cognatus“ des Königs war. Es ist nicht bekannt, ob dieses Dokument die Beziehungen zur herzoglichen Familie übertrieben hat, um das Ansehen der Gründer der Abtei zu stärken, aber „cognatus“ wird in jedem Fall Beziehungen beinhalten, die entweder durch Geburt oder durch Ehe entstanden waren. Was auch immer die Wahrheit über ihre Stellung in der Normandie sein mag, das Vermögen der Bohun-Familie begann in England in niedrigem Umfang, da Humphrey mit dem Bart im Domesday Book von 1086 nur als Besitzer von Tatterford in Norfolk verzeichnet ist, was darauf schließen lässt, dass die familiäre Beziehung zum König nicht nahe genug war, um vom Monarchen berücksichtigt zu werden.

## Familie
Humphrey war drei Mal verheiratet, seine dritte Ehe schloss er, bevor er nach England ging; die Namen der Ehefrauen sind ebenso wenig bekannt wie aus welcher Ehe die Kinder stammen:
- Robert de Bohun, der älteste Sohn, starb unverheiratet vor seinem Vater
- Richard de Méry, der zweite Sohn, in weiblicher Linie der Stammvater des Bohun of Midhurst.
- Ingelram (Ingulf), † nach 1093, Mönch in Marmoutier
- zwei Töchter, Nonnen in der Abtei Saint-Léger de Préaux
- Adela de Bohun, † nach 1130, eventuell identisch mit Adelisa (de Bohun) ⚭ Main (d’Aubigné, Seigneur de Saint-Aubin-d’Aubigné) – vermutlich Stammeltern der Familie Albino Brito[2]
- Humphrey de Bohun secundus, † wohl 1128/29, der jüngste Sohn, dem nach Planché die Ordnungsnummer „I.“ gegeben wurde, da er aufgrund seiner Ehe „der Begründer des Reichtums der Familie“ war[3]; er heiratete Matilda de Salisbury, Tochter von Edward of Salisbury, High Sheriff of Wiltshire

### Weblink
- Charles Cawley, Medieval Lands, Earls of Hereford 1200–1373 (Bohun) (online)